# Sandanski (kommun)
Obsjtina Sandanski (bulgariska: Община Сандански) är en kommun i Bulgarien.   Den ligger i regionen Blagoevgrad, i den sydvästra delen av landet, 130 km söder om huvudstaden Sofia.
Obsjtina Sandanski delas in i:
- Vălkovo
- Damjanitsa
- Dzjigurovo
- Kalimantsi
- Katuntsi
- Laskarevo
- Lebnitsa
- Levunovo
- Lesjnitsa
- Liljanovo
- Melnik
- Novo Deltjevo
- Petrovo
- Pirin
- Ploski
- Polenitsa
- Sklave
- Struma
- Chărsovo

Följande samhällen finns i Obsjtina Sandanski:
- Sandanski

I omgivningarna runt Obsjtina Sandanski växer i huvudsak blandskog. Runt Obsjtina Sandanski är det ganska glesbefolkat, med 42 invånare per kvadratkilometer.